# Unterseeboot 1274
L'Unterseeboot 1274 ou U-1274 est un sous-marin allemand (U-Boot) de type VIIC/41 utilisé par la Kriegsmarine pendant la Seconde Guerre mondiale.
Le sous-marin fut commandé le 13 juin 1942 à Bremen-Vegesack (Bremer Vulkan), sa quille fut posée le 21 juin 1943, il fut lancé le 25 janvier 1944 et mis en service le 1er mars 1944, sous le commandement de l'Oberleutnant zur See Fedor Kuscher.
Il fut coulé par la Royal Navy en mer du Nord, en avril 1945.

## Conception
Unterseeboot type VII, l'U-1274 avait un déplacement de 759 tonnes en surface et 860 tonnes en plongée. Il avait une longueur hors-tout de 67,20 m, un maître-bau de 6,20 m, une hauteur de 9,60 m et un tirant d'eau de 4,74 m. Le sous-marin était propulsé par deux hélices de 1,23 m, deux moteurs diesel Germaniawerft F46 de 6 cylindres en ligne de 1 400 ch à 470 tr/min, produisant un total de 2 060 à 2 350 kW en surface et de deux moteurs électriques Allgemeine Elektricitäts-Gesellschaft GU 460/8-276 de 375 ch à 295 tr/min, produisant un total 550 kW, en plongée. Le sous-marin avait une vitesse en surface de 17,7 nœuds (32,8 km/h) et une vitesse de 7,6 nœuds (14,1 km/h) en plongée. Immergé, il avait un rayon d'action de 80 nautiques (150 km) à 4 nœuds (7,4 km/h; 4,6 milles par heure) et pouvait atteindre une profondeur de 230 m. En surface son rayon d'action était de 8 500 nautiques (soit 15 700 km) à 10 nœuds (19 km/h).
L'U-1274 était équipé de cinq tubes lance-torpilles de 53,3 cm (quatre montés à l'avant et un à l'arrière) et embarquait quatorze torpilles. Il était équipé d'un canon de 8,8 cm SK C/35 (220 coups), d'un canon de 20 mm Flak C30 en affût antiaérien et d'un canon 37 mm Flak M/42 qui tire à 15 350 mètres avec une cadence théorique de 50 coups par minute. Il pouvait transporter 26 mines TMA ou 39 mines TMB. Son équipage comprenait 4 officiers et 40 à 56 sous-mariniers.

## Historique
Il reçut sa formation de base au sein de la 8. Unterseebootsflottille à Danzig jusqu'au 1er mars 1945, puis il intégra son groupe de combat dans la 5. Unterseebootsflottille basé à Kiel.
Sa première patrouille est précédée par un court trajet de Kiel à Horten. Elle commence ainsi le 1er avril 1945 au départ de Horten pour la mer du Nord. Le 16 avril 1945 à 17 h 32, l'U-1274 torpille et coule un tanker britannique du convoi FS-1784, à l'est de Newcastle. L'un des 47 membres d'équipage meurt dans cette attaque.
L'U-1274, ayant été repéré pendant l'attaque contre le convoi, est coulé à son tour au nord de Newcastle à la position géographique 55° 36′ N, 1° 24′ O, par des charges de profondeur du destroyer britannique HMS Viceroy (en).
Les 44 membres (ou 46 ?) d'équipage meurent de cette riposte à leur attaque.
En 1945, quatre Type VII équipés d'un schnorchel ont opéré avec l'U-1274 dans cette zone dangereuse : l'U-309, l'U-714, l'U-778 et l'U-1206. Seul l'U-778, qui abandonne sa patrouille à cause d'une panne d'hydrophones, rentre à bon port.

## Affectations
- 8. Unterseebootsflottille du 1er mars 1944 au 1er mars 1945 (Période de formation).
- 5. Unterseebootsflottille du 1er mars 1945 au 16 avril 1945 (Unité combattante).

## Commandement
- Oberleutnant zur See Fedor Kuscher du 1er mars 1944 à juillet 1944.
- Oberleutnant zur See Hans-Hermann Fitting de juillet 1944 au 16 avril 1945.

## Patrouilles
|       | Commandant                 | Départ         | Départ | Arrivée       | Arrivée | Jours    | Succès  |
| ----- | -------------------------- | -------------- | ------ | ------------- | ------- | -------- | ------- |
|       | Oblt. Hans-Hermann Fitting | 24 mars 1945   | Kiel   | 27 mars 1945  | Horten  | 4 jours  |         |
| 1     | Oblt. Hans-Hermann Fitting | 1er avril 1945 | Horten | 16 avril 1945 | Coulé   | 16 jours | 8 966   |
| Total | Total                      | Total          | Total  | Total         | Total   | 20 jours | 8 966 t |

Note : Oblt. = Oberleutnant zur See

## Navires coulés
L'U-1274 a coulé un navire marchand de 8 966 tonneaux au cours de l'unique patrouille (20 jours en mer) qu'il effectua.
| Date          | Nom       | Nationalité | Tonnage | Convoi  | Fait  | Localisation        |
| ------------- | --------- | ----------- | ------- | ------- | ----- | ------------------- |
| 16 avril 1945 | Athelduke | Royaume-Uni | 8 966   | FS-1784 | Coulé | 55° 39′ N, 1° 31′ O |